# Riley the Cop

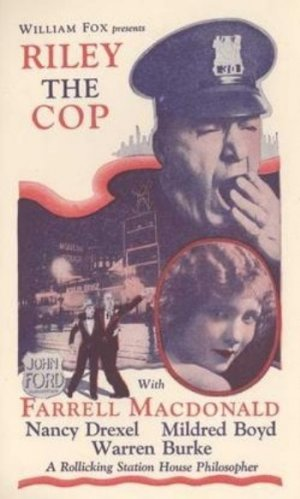
poster do filme Riley the Cop

Riley the Cop (bra Polícia Solteirão) é um filme de comédia estadunidense de 1928 dirigido por John Ford. Filme mudo com música sincronizada e efeitos sonoros. Impressão existe no arquivo de filme no Museu de Arte Moderna, Nova Iorque.

## Elenco
- J. Farrell MacDonald ... James 'Aloysius' Riley
- Nancy Drexel ... Mary Coronelli
- David Rollins ... David 'Davy' Collins
- Louise Fazenda ... Lena Krausmeyer